# Space (песня)
«Space» (с англ. — «Космос») — песня черногорского певца Славко Калезича, представленная на конкурсе «Евровидение-2017» в Киеве.

## Евровидение
Было подтверждено, что Калезич был выбран в качестве представителя Черногории на конкурс песни «Евровидение-2017» с песней «Space» 29 декабря 2016 года. Музыкальное видео было позже опубликовано 10 марта 2017 года, через неделю был выпущен в виде цифровой загрузки. Черногория соревновалась в первой половине первого полуфинала на Евровидении, но не смогла претендовать на финал.
В французской газете Le Figaro отметили, что выбор участника от Черногории для участие в Евровидении вышел очень необычным. Им стал 32-летний «певец, актёр и драг-квин» Славко Калезич, который ранее занимался драматическим искусством, после чего переквалифицировался в комедианта. Первый сингл Калезича вышел в 2011 году, после чего он принял участие в шоу Икс-фактор, а также выпустил дебютный альбом San o vjecnosti (2014). Песня «Space» была спродюсирована шведскими музыкантами и представляла собой ритмичную электронную композицию. Участие вызывающе выглядящего исполнителя с длинной косичкой, поющего песню о сексе, было неоднозначно воспринято жителями Черногории; некоторые сочли это выступление непристойным и дискредитирующим страну в глазах остальной Европы.

## Композиция
| №  | Название | Длительность |
| -- | -------- | ------------ |
| 1. | «Space»  | 2:59         |